# Артър Порджис
Артър Порджис (на английски: Arthur Porges) е американски писател на научна фантастика.

## Биография и творчество
Роден е в град Чикаго, Илинойс, САЩ. Получава магистърска степен по математика от техническия институт в Илинойс. Работи като инструктор по време на Втората световна война, а след края на войната преподава математика.
Първата му публикация е през 1950 г., когато в списанието „Man's World“ излиза неговият разказ „The Rats“. Същият разказ излиза през следващата година на страниците на списанието „The Magazine of Fantasy and Science Fiction“. През своята писателска кариера Артър Порджис пише най-вече разкази и други кратки произведения в жанр научна фантастика. През 1960-те години Артър Порджис обявява, че се отказва от активно писане. След това обаче излизат още негови разкази, които за разлика от предишните са разделени от по-големи периоди от време.
Въпреки немалкия брой разкази, които той пише през своята кариера, негов сборник с разкази излиза едва през 2002 г.